# Rapala lazulina
Rapala lazulina är en fjärilsart som beskrevs av Moore 1879. Rapala lazulina ingår i släktet Rapala och familjen juvelvingar. Inga underarter finns listade.

## Bildgalleri

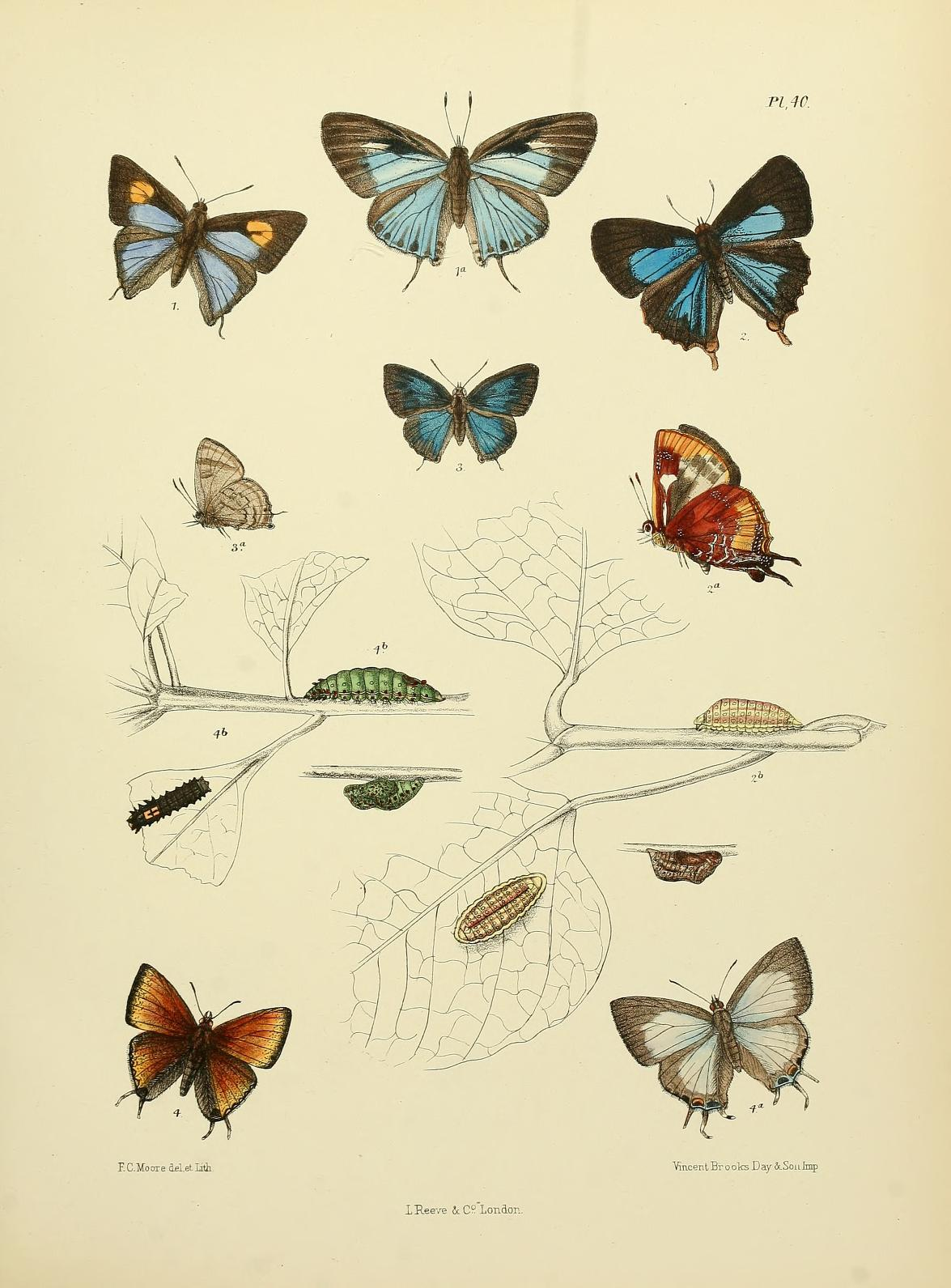